# تلمبة خونين شهر (مشيز بردسير)
تلمبة خونين شهر (بالفارسية: تلمبه خونین شهر) هي مستوطنة تقع في إيران في كرمان. يقدر عدد سكانها بـ 39 نسمة بحسب إحصاء 2016.